# Chibuto (distrito)
O distrito de Chibuto está situado na parte sul da província de Gaza, em Moçambique. A sua sede é a cidade de Chibuto. Tem limites geográficos, a norte com o distrito de Chigubo, a leste com o distrito de Manjacaze e com o distrito de Panda da província de Inhambane, a sul com os distritos de Chongoene e Chokwé, e a oeste com o  distritos de Guijá.
O distrito de Chibuto tem uma superfície de 5 878 km² e uma população recenseada em 2007 de 191 682 habitantes, tendo como resultado uma densidade populacional de 32,6 habitantes/Km² e correspondendo a um aumento de 16,3% em relação aos 164 791 habitantes registados no Censo de 1997.

## Divisão Administrativa
O distrito está dividido em seis postos administrativos: (Alto Changane, Chaimite, Changanine, Chibuto, Godide e Malehice), compostos pelas seguintes localidades:
- Posto Administrativo de Alto Changane: 
  - Alto Changane
  - Funguane
  - Maqueze
- Posto Administrativo de Chaimite:
  - Chaimite
  - Mucotuene
  - Tlhatlene
- Posto Administrativo de Changanine:
  - Changanine
  - Hate-Hate
- Posto Administrativo de Chibuto: 
  - Cidade de Chibuto
  - Canhavane
  - Chikhakhate
- Posto Administrativo de Godide: 
  - Chipadje
  - Godide
- Posto Administrativo de Malehice: 
  - Banbane
  - Koca Missava
  - Maivene
  - Malehice
  - Mangume
  - Muxaxane

De notar que em 1998 a cidade do Chibuto, até então uma divisão administrativa a nível de posto administrativo, foi elevada à categoria de município.